# Microsoft Mobile

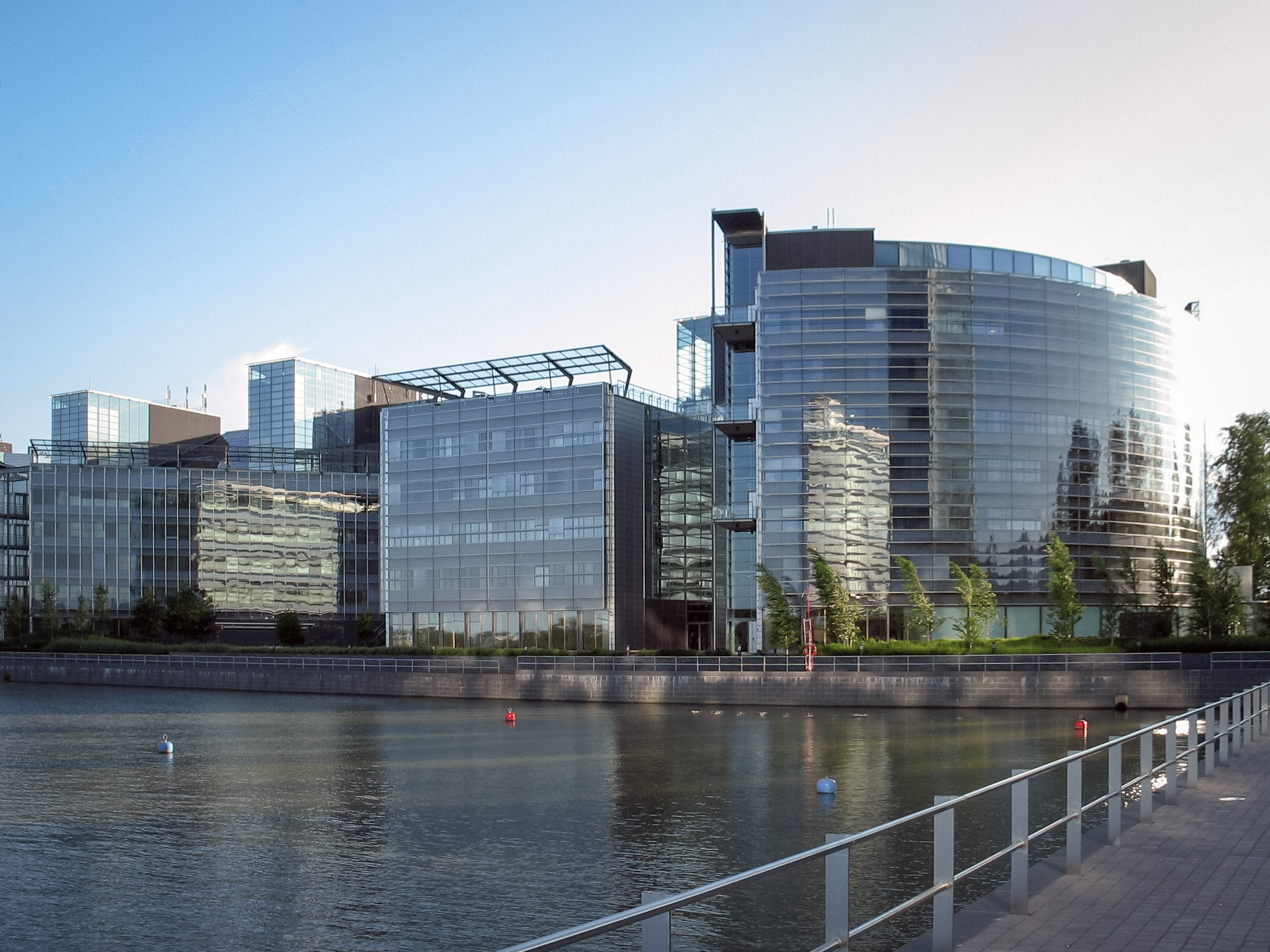
Hauptsitz von Microsoft Mobile in Espoo

Microsoft Mobile war ein Smartphonehersteller mit Sitz in Espoo (Finnland). Das Unternehmen ging im Jahr 2014 aus der Übernahme der Geräte- und Dienstesparte von Nokia durch Microsoft hervor. Die Leitung des Unternehmens unterlag Terry Myerson.
Microsoft Mobile durfte im Rahmen des durch Microsoft mit Nokia im Jahr 2013 geschlossenes Übernahmevertrages zehn Jahre lang Mobiltelefone unter dem Namen Nokia verkaufen. Am 18. Mai 2016 verkaufte Microsoft die Entwicklungssparte für Featurephones mit dem Nokia-Logo und damit auch die Namenverwertungsrechte für diese Produkte an die finnische Firma HMD Global.
Das Recht, das Nokia-Logo auf Smartphones zu verwenden, war unabhängig davon von Anfang an auf zwei Jahre limitiert. Daher wurden Smartphones ab Oktober 2014 unter dem Namen Microsoft Lumia anstelle von Nokia Lumia verkauft, obwohl ein Recht zur Verwendung des Namens Nokia bis April 2016 eingeräumt war. Zusätzlich enthielt der Vertrag eine Klausel, in der Nokia zusagte, für zwei Jahre keine eigenen Smartphones zu produzieren oder Lizenzen für die Verwendung des eigenen Namens für Smartphones an Auftragshersteller auszugeben.

## Geschichte
2011 verkündete Nokias damaliger CEO Stephen Elop, welcher vorher bei Microsoft gearbeitet hatte, dass zukünftige Smartphones von Nokia mit Microsofts Windows Phone ausgerüstet werden. Nokia begann den Windows Phone-Markt mit Marktanteilen von teils 92 % zu dominieren. Damit wurde der bisherige Marktführer im Windows Phone und Windows Mobile-Markt, HTC, praktisch verdrängt.
Im September 2013 kündigte Microsoft an, Nokias Geräte- und Dienstesparte für 5 Milliarden US-Dollar kaufen zu wollen. Im April 2014 wurde der Verkauf abgeschlossen. 32.000 Mitarbeiter wechselten von Nokia zu Microsoft, einschließlich des vormaligen Nokia-CEO Stephen Elop, welcher die Leitung der Microsoft Devices Group übernahm.
Am 17. Juli 2014 wurde bekannt, dass Microsoft 12.000 Mitarbeiter bei Microsoft Mobile entlassen wird, um Doppelbelegungen (Microsoft/Microsoft Mobile) abzubauen. Es ist der größte Stellenabbau in der Geschichte von Microsoft.
Im Oktober 2014 kündigte Microsoft an, Smartphones der Lumia-Serie unter dem Namen Microsoft Lumia zu verkaufen. Neue Smartphones werden das Microsoft-Logo tragen. Mobiltelefone der Serien Asha, X und S40/S30 tragen weiterhin das Nokia-Logo.
Im Juli 2015 gab Microsoft bekannt, die von Nokia übernommenen Produktionsanlagen vollständig aufzulösen. Die Produkte sollen zukünftig von Auftragsherstellern gefertigt werden. Für die verbliebenen 7.800 Mitarbeiter in der Produktion bedeutete das die Kündigung; für den Konzern eine Abschreibung in Milliardenhöhe. Von den 32.000 ursprünglich übernommenen Mitarbeitern verbleiben nur 13.000 bei Microsoft, sie sind hauptsächlich in der Produktentwicklung und im Support tätig.
Am 17. Juli 2015 kündigte der Microsoft-CEO Satya Nadella an, dass Stephen Elop von seinem Posten als Leiter von Microsoft Mobile/der Microsoft Devices Group abberufen wird, gleichzeitig verließ auch Jo Harlow, welche sich für die Leitung der Smartphone-Entwicklung verantwortlich zeigte, das Unternehmen. Diese Entlassungen gingen mit weiteren Umstrukturierungen bei Microsoft herbei. Die Mobile Devices Group wurde mit der Microsoft Operating System Group (OSG) zusammengelegt, die Leitung der neuen Sparte übernahm der vormalige Chef der OSG, Terry Myerson. Dieser Schritt soll die Zusammenarbeit zwischen Hard- und Software-Entwicklern verbessern. Die Leitung der Smartphone-Entwicklung übernahm Panos Panay, welcher sich bisher schon für die Entwicklung der Surface-Tablets verantwortlich zeigte.
Am 6. Oktober 2015 stellte Microsoft zusammen mit dem Surface Pro 4 und dem Surface Book die Smartphones Lumia 950, Lumia 950 XL und Lumia 550, wobei letzteres nur kurz am Rand erwähnt wurde, vor. Dies sind die ersten Microsoft-Smartphones mit dem neuen Betriebssystem Windows 10 Mobile.

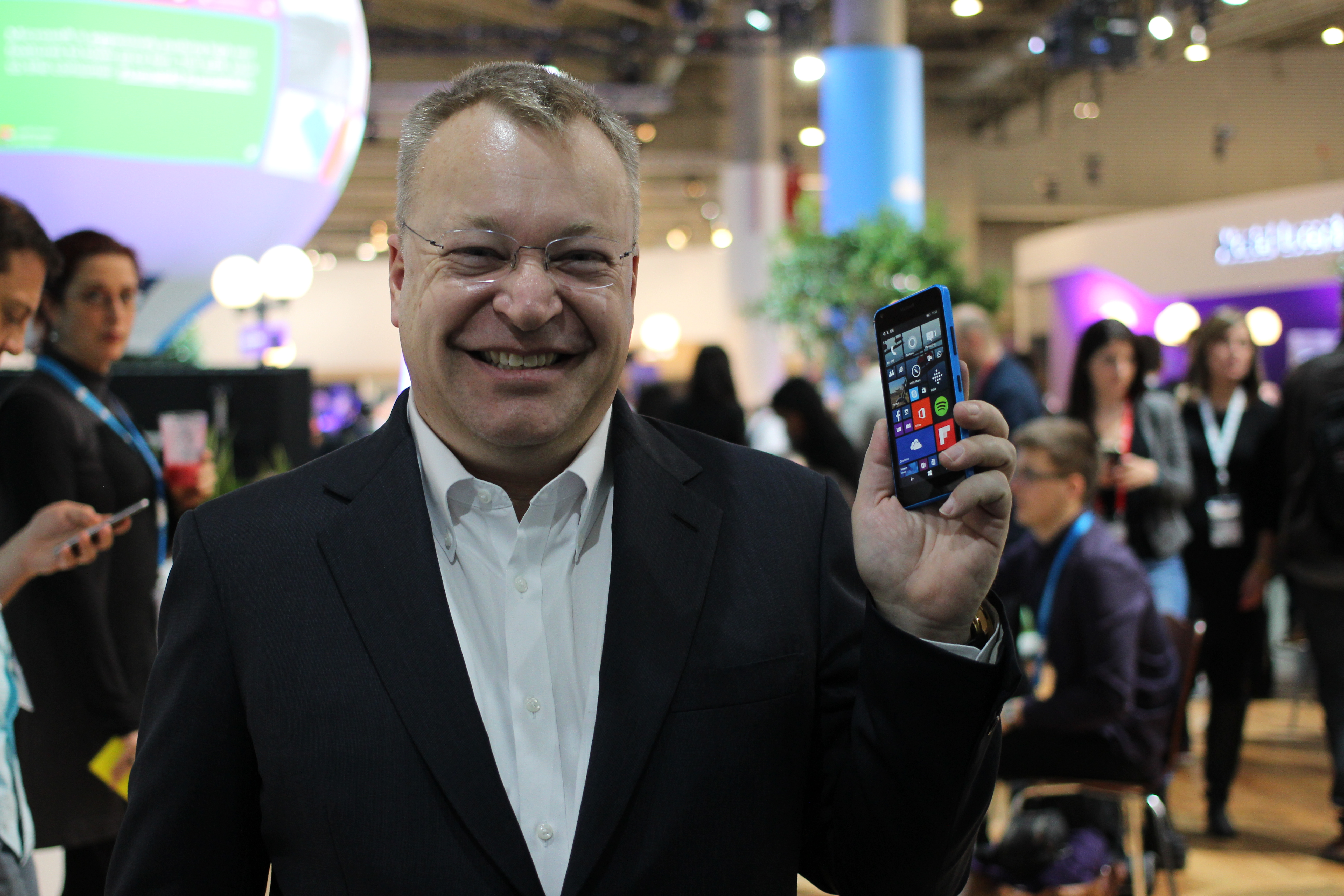
Stephen Elop, erster CEO von Microsoft Mobile

18. Mai 2016 verkaufte Microsoft die Entwicklungssparte für Featurephones mit dem Nokia-Logo und damit auch die Namenverwertungsrechte für diese Produkte an die finnische Firma HMD Global; die Fertigung der Geräte erfolgt durch die Foxconn-Tochter FIH Mobile. Von der ehemals von Nokia übernommenen Dienste- und Geräte-Sparte verbleibt danach nur noch die Smartphoneentwicklung bei Microsoft, alle anderen Sparten wurden entweder verkauft oder aufgelöst. Gleichzeitig verkündete das ehemalige Mutterunternehmen Nokia nach Ablauf der 2014 vertraglich mit Microsoft vereinbarten Sperrfrist wieder in den Smartphone- und Tabletmarkt einzusteigen.  Am 25. Mai 2016 teilte Microsoft mit, die Entwicklung von Mobilgeräten komplett auf den Hauptsitz in Redmond zu verlegen. Die Lumia-Serie wird dabei eingestellt. Damit endet die Entwicklung und Herstellung von Lumia-Smartphones in Finnland. Im Dezember 2016 endete schließlich die Fertigung von Lumia-Smartphones mit der Einstellung der Modelle Lumia 950/Lumia 950 XL endgültig, vorher wurden seitens Microsoft bereits Vorgängermodelle sowie die günstigeren Smartphone-Modelle wie das Lumia 550 aus dem Sortiment sowie dem eigenen Onlineshop entfernt.

## Hauptprodukte

### Microsoft Lumia

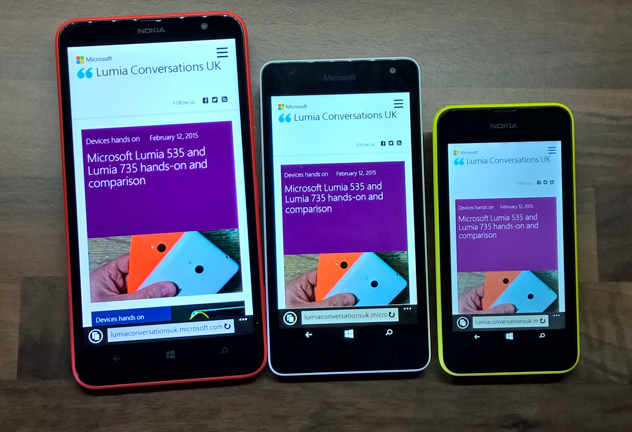
Mehrere Lumia-Smartphones

Microsoft Lumia (ehemals Nokia Lumia) war eine Serie von Mobiltelefonen und Tablets. Die ersten Handys der Modellreihe wurden im Oktober 2011 auf der Nokia World in London vorgestellt. Alle Smartphones verwenden Windows Phone als Betriebssystem. Als erstes Tablet der Lumia-Serie stellte Nokia am 22. Oktober 2013 das Lumia 2520 vor, das mit dem Betriebssystem Windows RT ausgeliefert wird.

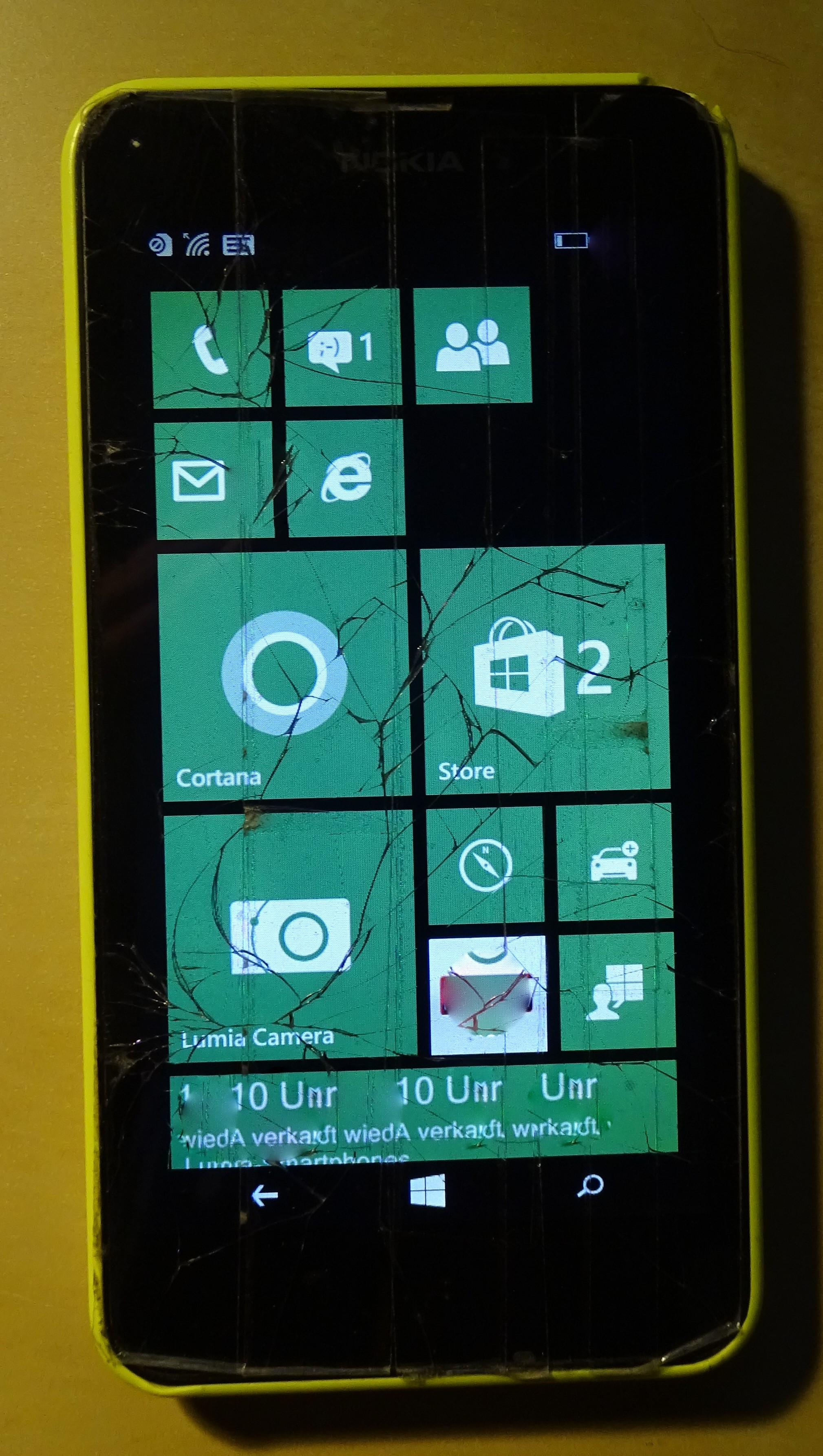
Nokia Lumia 630
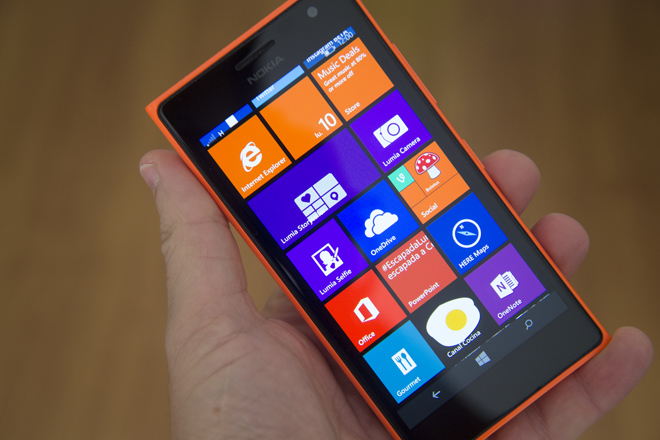
Nokia Lumia 735, eines der letzten Microsoft Mobile-Smartphones mit Nokia-Branding
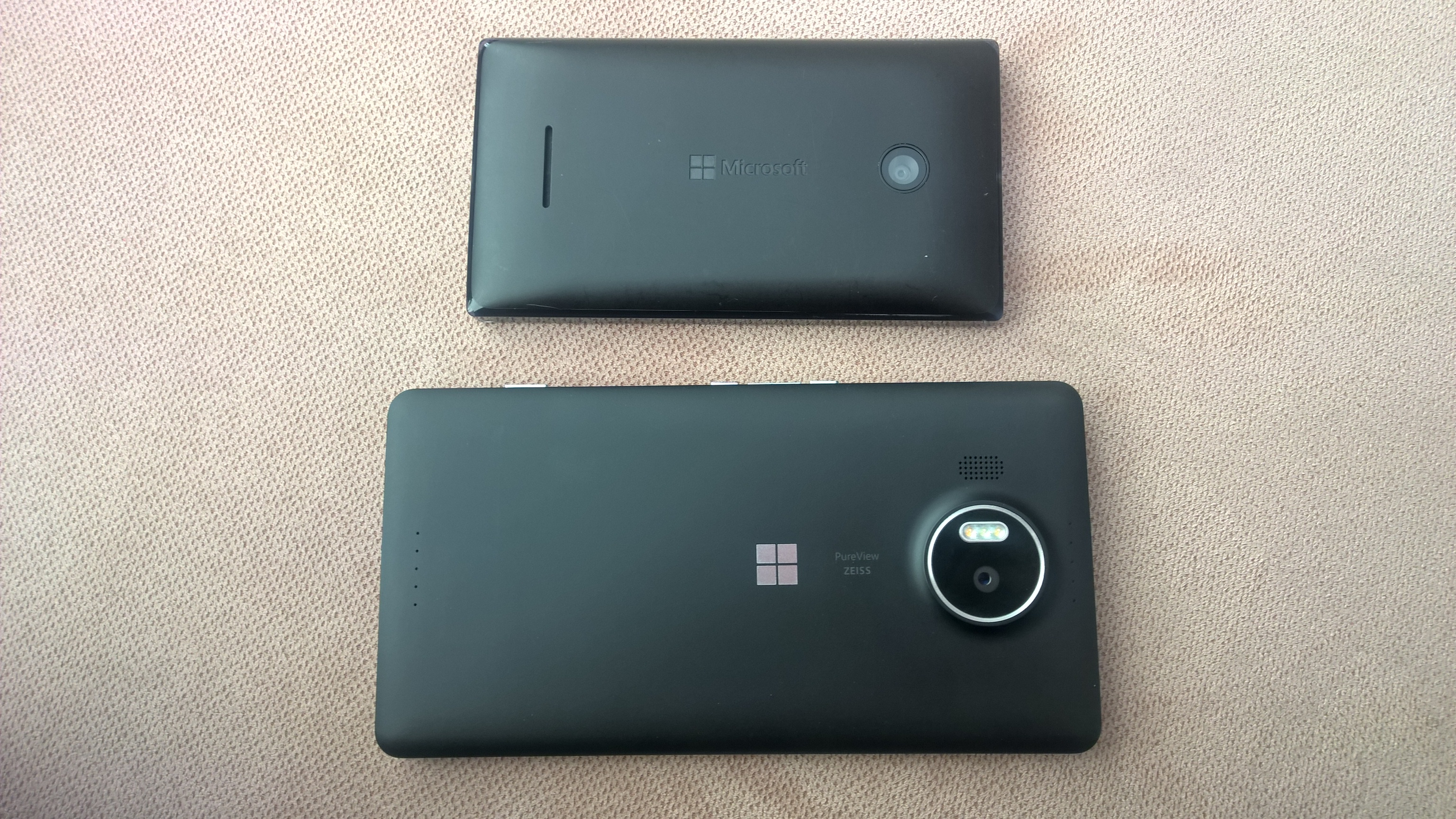
Lumia 532 und Lumia 950 XL
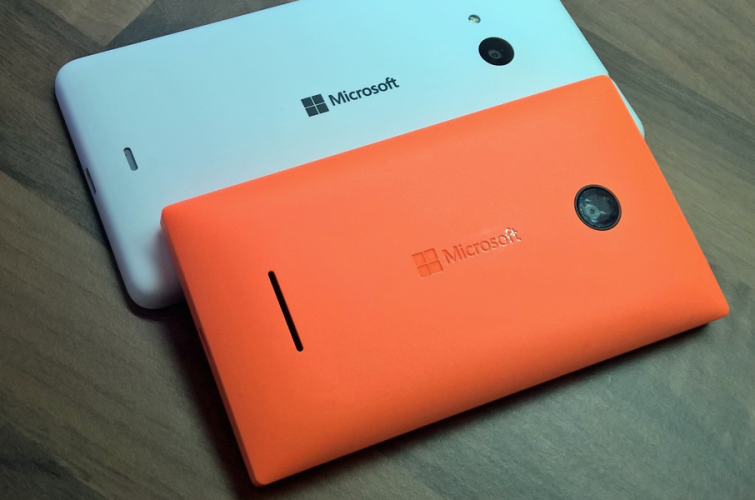
Lumia 535 und 435, die ersten Smartphones mit Microsoft-Branding
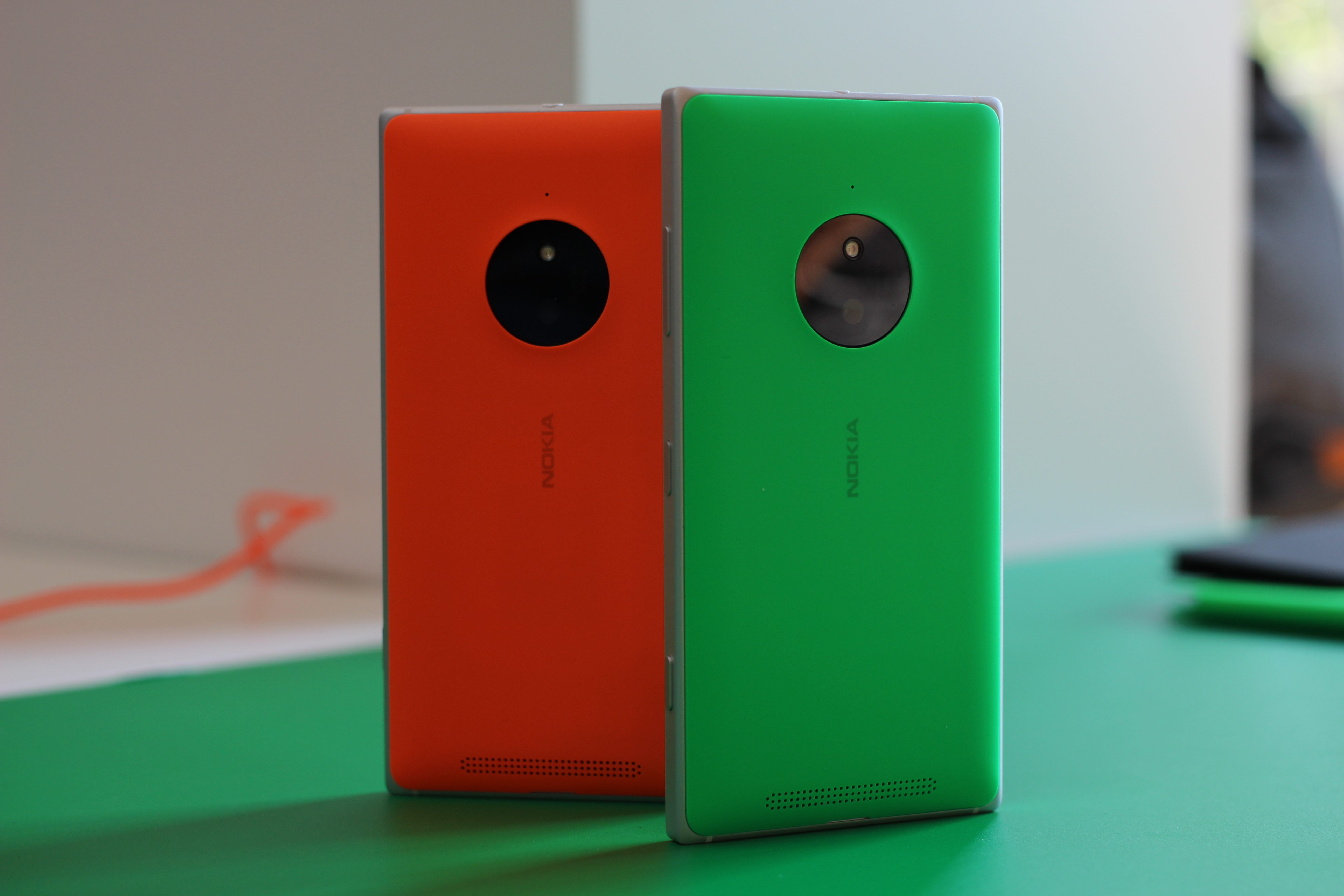
Lumia 830, das letzte Smartphone mit Nokia-Branding

### Nokia Asha

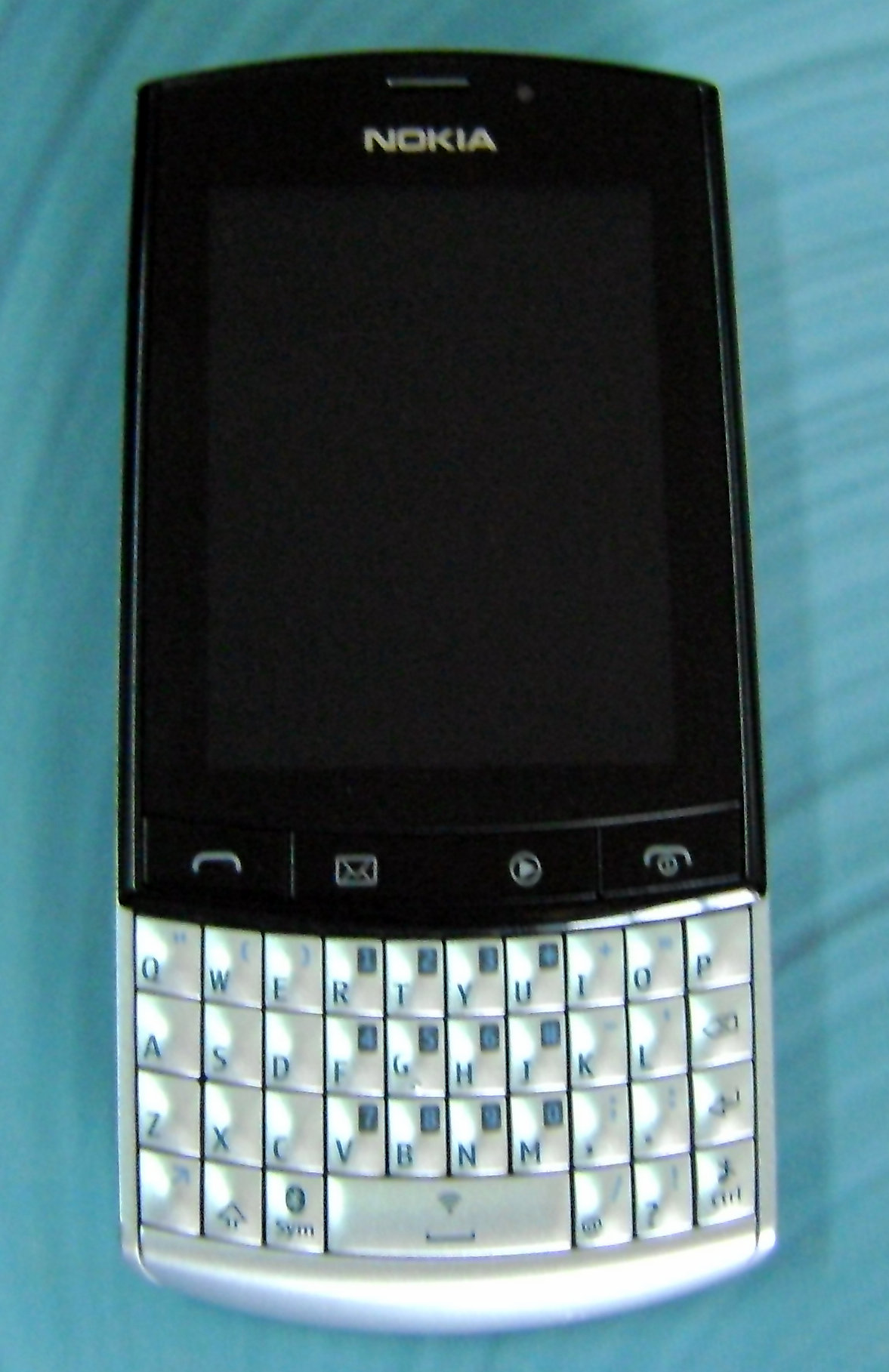
Nokia Asha 303

Nokia Asha war eine Serie von Lowend-Mobiltelefonen. Die ersten Handys der Modellreihe wurden im Oktober 2011 auf der Nokia World in London vorgestellt und laufen mit dem Betriebssystem Series 40. Die ersten Handys zeichneten sich durch die Kombination von Touchscreen und Tastatur. Die Modelle der 3XXer-Serie (ab Asha 305) besitzen nur noch einen Touchscreen. Die neuen Modelle der 5xx-Serie sowie das Asha 230 nutzten als Betriebssystem die neue Linux-basierte Nokia Asha platform. Die Entwicklung und Verkauf dieser Geräte wurde von Microsoft im Juli 2014 eingestellt.

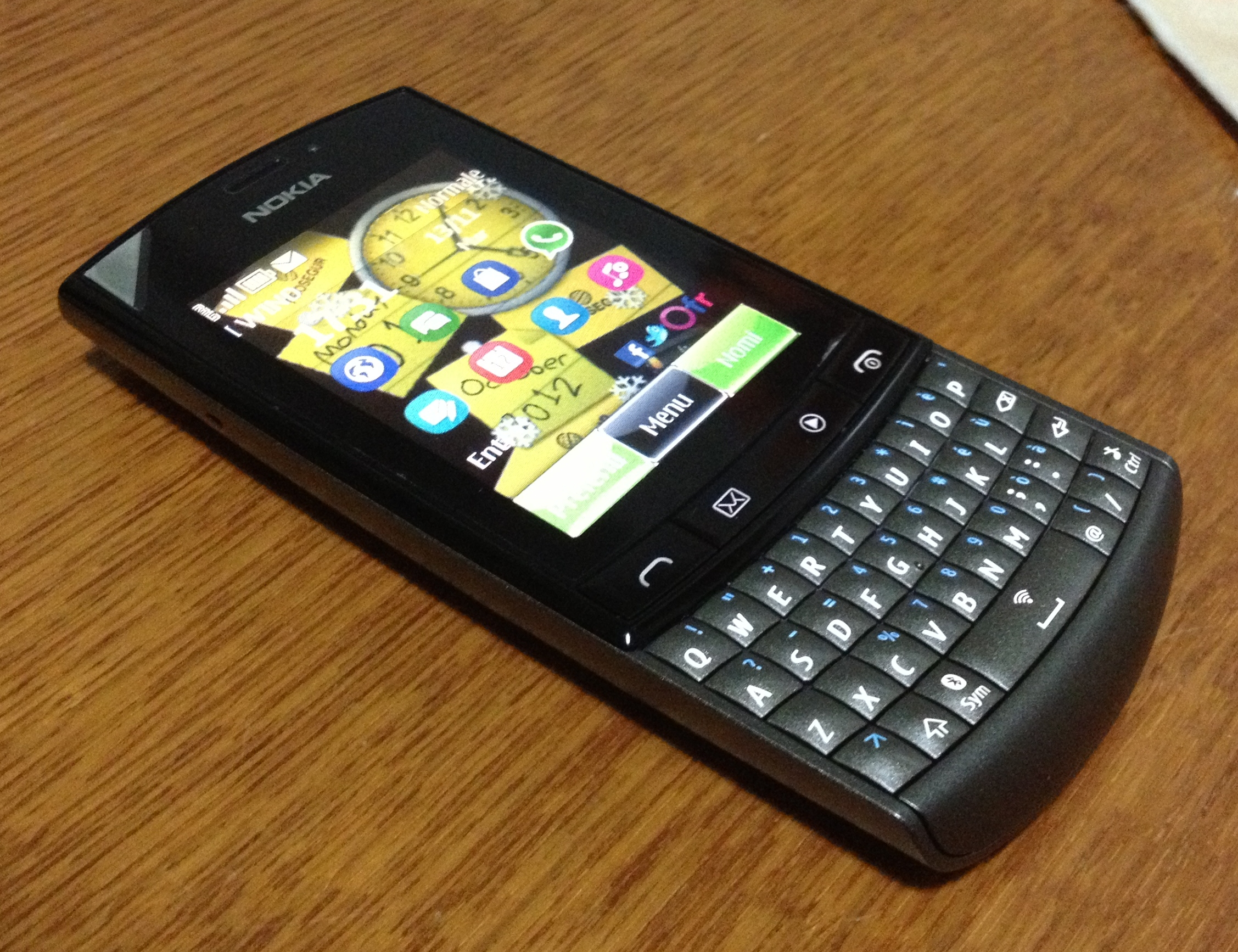
Nokia Asha 303 mit Qwerty-Tastatur
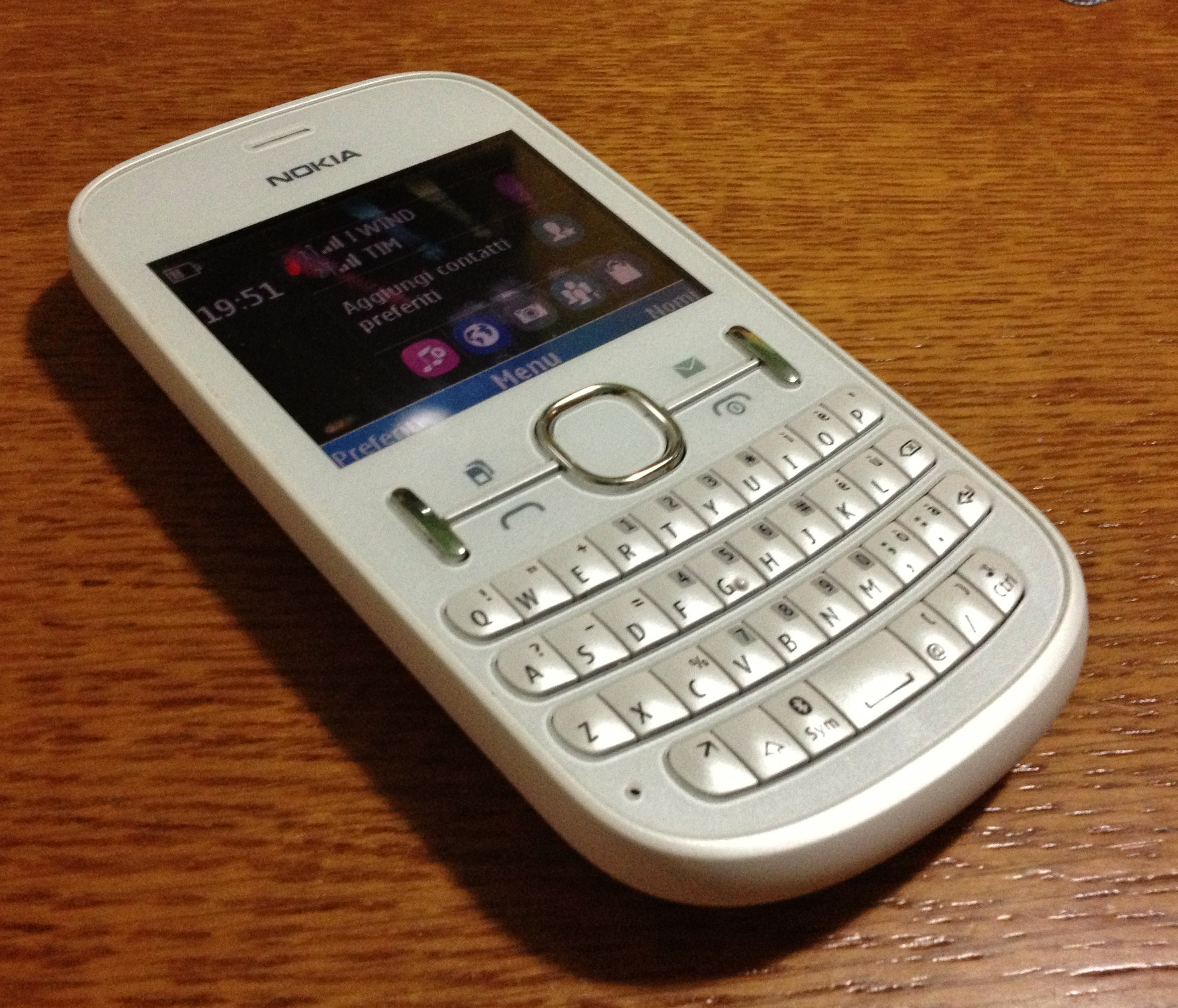
Nokia Asha 202
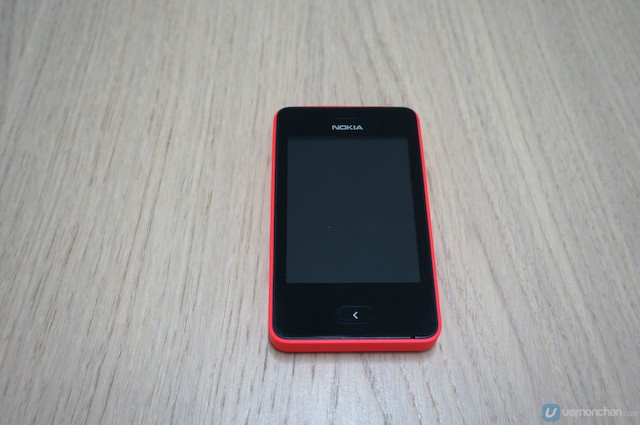
Nokia Asha 501-Smartphone

### Nokia X

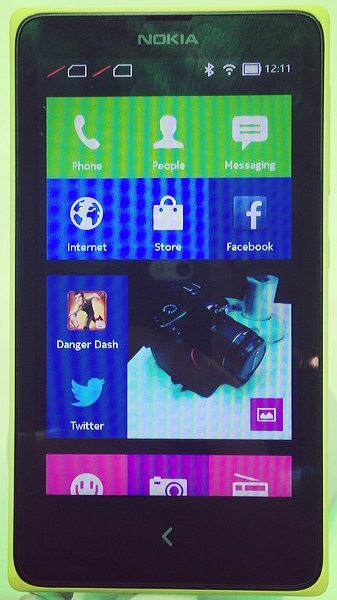
Nokia X

Das Nokia X ist das erste Nokia-Smartphone mit Android. Die Software der neuen X-Modelle ist keine gewöhnliche Android-Software, da keine Google-Play-Lizenzierung existiert. Es handelt sich um die Nokia X Software-Plattform 1.0 auf Basis von Android Jelly Bean.
Am 17. Juli 2014 kündigte Microsoft-Chef Satya Nadella kurz nach der Übernahme an, dass die Nokia X Serie eingestellt wird.

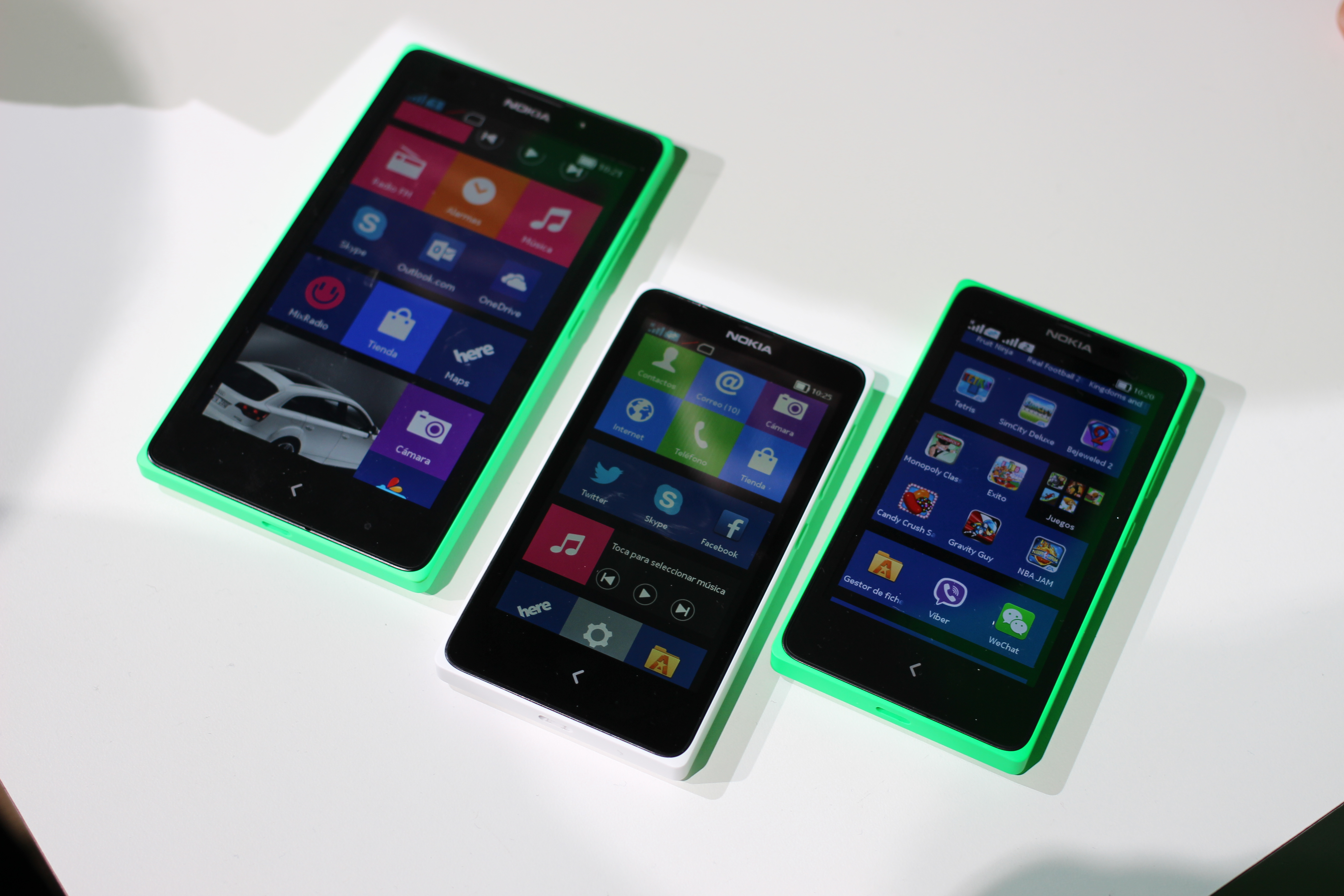
Nokia X Dual-SIM und Nokia XL
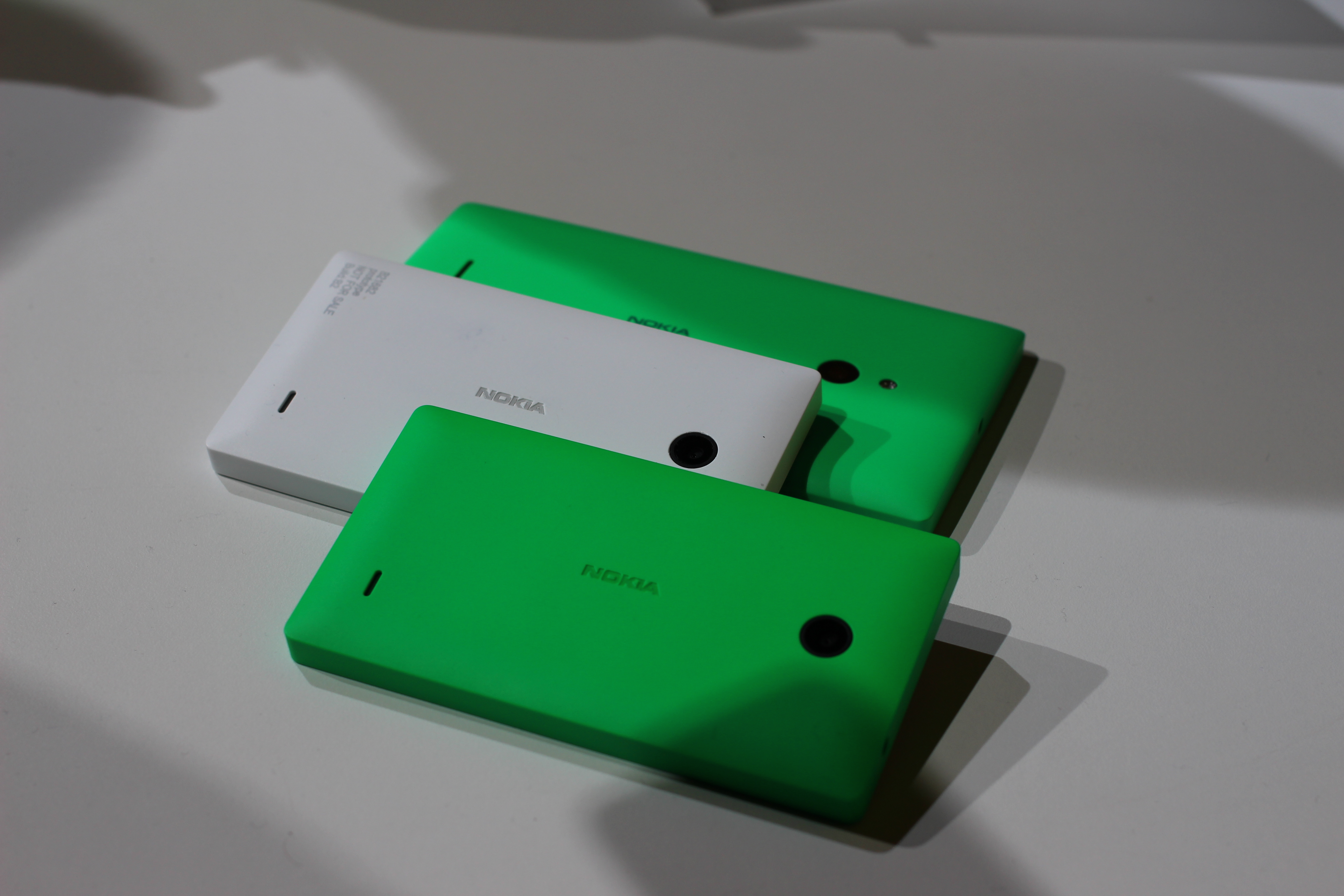
Verschiedene Nokia X-Smartphones
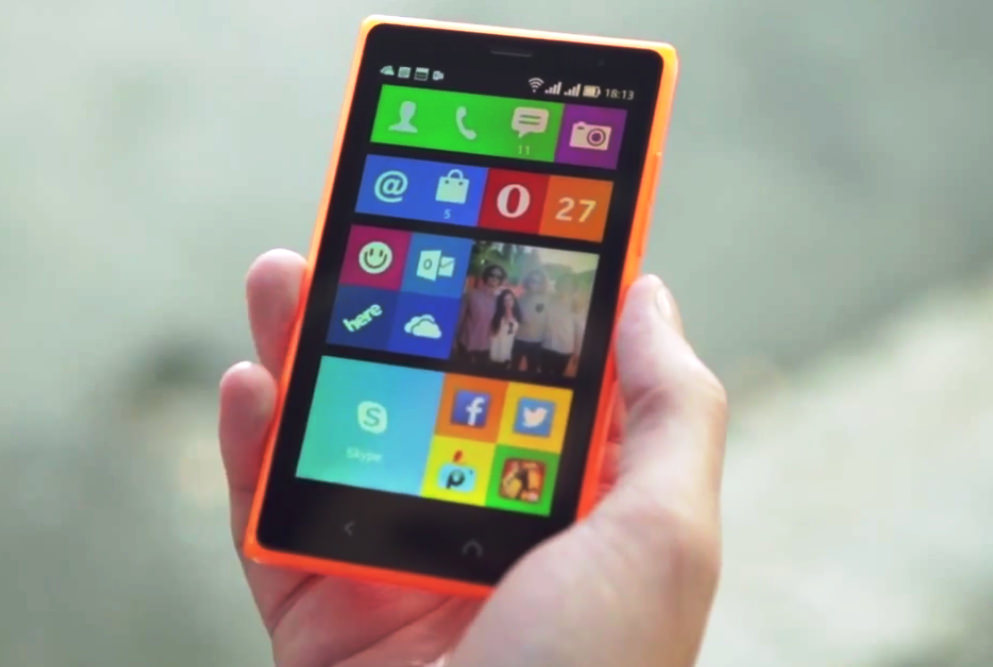
Nokia X2 Dual-SIM
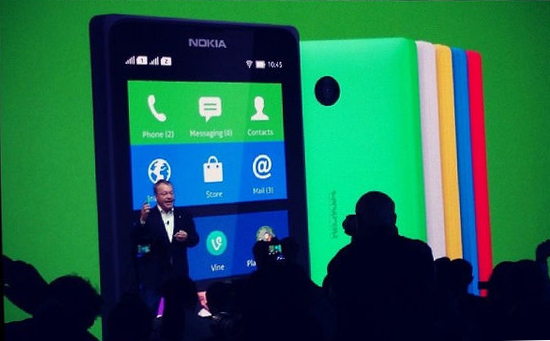
Stephen Elop präsentiert das Nokia X

## Weitere Dienste

### Online-Dienste
Microsoft Mobile bot Onlinedienste an, um die Funktionen der angebotenen Handys zu ergänzen, alle wurden im Rahmen der Übernahme durch Microsoft von Nokia gekauft:
- Nokia Mail, Nokia Chat, Nokia Contacts – Kommunikationsplattform mit E-Mail, Kontakten und Chat. Wurde im März 2015 eingestellt.[20]
- Nokia Store – Downloadplattform, wo Apps für die Mobiltelfonserien Asha und X angeboten werden und heruntergeladen werden können (früher auch für Symbian). Apps für Windows Phone-Smartphones werden über den Windows Phone Store, welcher dem Mutterkonzern gehört, heruntergeladen. Der Store wurde im Januar 2015 geschlossen.[21]
- MixRadio – Streamingdienst und Kaufshop für Musik. Wurde im März 2015 an LINE verkauft.

### Software
Um Handys der Marken Nokia und Microsoft zu warten und wiederherstellen zu können, bietet Microsoft Mobile ergänzende Software an:
- Nokia Suite – Software zum Abgleichen von Daten und Medien mit dem PC (nicht für Lumia-Smartphones).
- Lumia Software Recovery Tool – Software zur Wiederherstellung des Handybetriebssystems.